# Hamid Gul
Hamid Gul (Sargodha (Brits-Indië), 20 november 1936 – Murree (Pakistan), 15 augustus 2015) was een Pakistaans militair. Hij klom op tot de rang van generaal en stond van 1987 tot 1989 aan het hoofd van de Inter-Services Intelligence (ISI), de belangrijkste inlichtingendienst van Pakistan. In de latere jaren van zijn leven keerde hij zich tegen de Verenigde Staten, waar hij eerder nauw mee had samengewerkt in Afghanistan. Hij verdedigde radicale islamitische groepen als Al Qaida vaak in het openbaar. Een van zijn bijnamen was vader van de Taliban.

## Levensloop

### Vroege jaren
Gul studeerde korte tijd in Lahore voordat hij zijn studie vervolgde aan de Pakistaanse Militaire Academie in Kakul. Na zijn afstuderen trad hij in dienst van het Pakistaanse leger. Tijdens de Tweede Kasjmiroorlog met India in 1965 gaf hij leiding aan een eigen eskadron. In de loop van de jaren klom hij gestaag op in de rangen. Zo diende hij van 1972 rechtstreeks als bataljonscommandant onder generaal Mohammed Zia-ul-Haq.

### Hoofd van de ISI
Zia-ul Haq, op dat moment premier, benoemde Gul in maart 1987 als hoofd van de ISI. Onder Guls voorganger generaal Akhtar Abdur Rahman had de ISI al contacten gelegd met islamitische groepen buiten de eigen regio, zoals Abu Sayyaf in de Filipijnen. Onder Guls leiderschap koos de ISI definitief voor een panislamitische koers. De banden met de regimes in Iran, Turkije en Pakistan werden aangehaald om zo een gezamenlijk front te vormen tegen India. Ook werd er geprobeerd steun te geven aan verschillende moslimgemeenschappen die het moeilijk hadden in eigen land, zoals de Oeigoeren in China en Rohingya in Myanmar.
Gul was in 1988 betrokken bij een groep conservatieve politici die de Islami Jamhoori Ittehad vormde, een centrumrechtste alliantie die tegenwicht moest bieden tegen de regerende, links georiënteerde Pakistan Peoples Party. Van de alliantie maakte onder andere de Pakistan Moslim League en Jamaat-e-Islami deel uit. De alliantie haalde in 1990 een meerderheid waardoor Nawaz Sharif aantrad als premier. Bij de verkiezingen drie jaar later viel de alliantie uit elkaar.
De ISI was zeer actief in Afghanistan, waar de Sovjet-Unie in 1979 was binnengevallen. Pakistan steunde de moedjahedien in de strijd tegen de Russen. Via Pakistan werden Amerikaanse wapens aan de Afghaanse opstandelingen geleverd. Gul initieerde in het voorjaar van 1989 de aanval op Jalalabad. Pakistan wilde daar een provisorische regering installeren met Abdul Rasul Sayyaf aan het hoofd. De moedjahedien hadden echter weinig ervaring met conventionele oorlogsvoering. Tegelijkertijd bood het reguliere door de Sovjets gesteunde Afghaanse regeringsleger veel meer tegenstand dan verwacht. Daarom ging de strijd om Jalalabad verloren. Het verlies was voor de Pakistaanse premier Benazir Bhutto de reden om Gul op een zijspoor te zetten. Hij werd opgevolgd door Shamsur Rahman Kallu. Gul kreeg een meer administratieve functie aangeboden. Dit weigerde hij omdat hij dit beneden zijn stand vond, waarop hij het leger moest verlaten.

### Latere jaren: verwijdering tot Amerika en verdacht van terrorisme
Tijdens de Afghaanse oorlog werkte Gul nauw samen met de CIA. Na afloop van de oorlog raakte hij teleurgesteld in de Amrikanen omdat zij hun beloftes niet nakwamen om Afghanistan te helpen opbouwen. Wat verder bijdroeg aan zijn verwijdering was het Amerikaanse besluit om Pakistan militaire en economische sancties op te leggen vanwege hun kernprogramma. Gul kon zich vinden in de acties van groepen die aanslagen uitvoerden tegen Amerikaanse doelen. Zo weigerde hij zich te distantiëren van Osama bin Laden, met wie hij in 1993 een ontmoeting had. Over de aanslagen van 11 september 2001 zei hij paar dagen daarna dat zij duidelijk gepleegd waren "van binnenuit". Later verklaarde hij dat de aanslagen het werk waren van de Israëlische geheime dienst Mossad om de Verenigde Staten een excuus te geven de Arabische wereld binnen te vallen.
In oktober 2007 vond er in Karachi een aanslag plaats op het autokonvooi van voormalig premier Benazir Bhutto. Zijzelf overleefde de aanslag – twee maanden later verloor zij alsnog het leven – maar 180 mensen kwamen om. In een brief die Bhutto kort na de aanslag schreef aan president Pervez Musharraf noemde zij vier namen van hoge ambtenaren, onder wie Gul, die zij verdacht van betrokkenheid bij de aanslag. Gul reageerde furieus, maar hij werd op 4 september 2007 door de militaire politie voor korte tijd gearresteerd. 
Gul erkende tijdens de verhoren banden te hebben met Ummah Tameer-e-Nau, een groep die door de Amerikanen ervan verdacht werd informatie door te hebben gegeven aan Al Qaida en Osama bin Laden. De Verenigde Staten wilde Guls naam laten opnemen op een lijst van de Verenigde Naties met internationale terroristen. Dat gebeurde alleen niet doordat China zijn veto gebruikte om dat te voorkomen. In 2008 werd hij alsnog op een Amerikaanse lijst met terroristen opgenomen.
Gul bleef zich negatief over de Amerikanen uitlaten en verzweeg niet dat hij de Taliban moreel steunde. President Asif Ali Zardari verklaarde in december 2008 in een interview met Newsweek dat Gul een politiek ideoloog is die terrorisme steunt, maar daar niet fysiek aan bijdraagt. Na de dood van Bin Laden zei Gul dat de Amerikanen hem in Afghanistan hadden gedood, maar zijn lichaam naar Abbottabad hadden verplaats om Pakistan te vernederen. Dit werd door bijna de helft van de Pakistanen geloofd.
Gul overleed in augustus 2015 aan de gevolgen van een beroerte. Hij werd begraven in Rawalpindi.

## Persoonlijk
Samen met zijn vrouw had Gul een zoon en dochter.